# Esprit (program)
Program ESPRIT (ang. European Strategic Programme for Research in Information Technologies) Europejski Program Strategiczny w Dziedzinie Badań Technologii – pierwszy z wielu programów badawczo-rozwojowych Unii Europejskiej zainicjowany 28 lutego 1984 r. Jego nazwa jest akronimem od pełnej angielskiej nazwy programu. Historia tego programu sięga 1970 r., kiedy to powołany został Komitet ds. Badań Naukowych i Technicznych posiadający uprawnienia zarządczo-wykonawcze. Kolejnym etapem było zwołanie tzw. Okrągłego Stołu 12 wiodących firm elektronicznych w celu połączenia wysiłków w dziedzinie badań i rozwoju instytucji wspólnotowych oraz przedsiębiorstw prywatnych. Efektem obrad było powołanie do życia i uruchomienie programu pięcioletniego programu ESPRIT w latach 1984–1989, ESPRIT II w latach 1989–1992 oraz ESPRIT III w latach 1992–1994. Programy te finansowane były z dwóch źródeł: budżetu WE i środków własnych uczestników kontraktów.
Cele programu:
- koordynacja i wspieranie badań w zakresie technik informatycznych,
- koordynacja i wspieranie badań w zakresie energii i mechanizacji przemysłu,
- koordynacja i wspieranie badań w zakresie mikroelektroniki,
- zastosowanie mikroelektroniki w praktyce,
- koordynacja i wspieranie badań w zakresie technologii oprogramowania, systemów biurowych, przetwarzaniem informacji,
- koordynacja i wspieranie badań w zakresie produkcji półprzewodników i komponentów do nich,
- tworzenie systemów informatycznych,
- koordynacja i wspieranie produkcji wyposażenia informatycznego,
- pobudzanie współpracy przemysłów w zakresie konkurencyjnego rozwoju badań dotyczących technik informatycznych,
- pomoc w rozwoju nowych technologii,
- ułatwianie przyjęcia norm międzynarodowych.